# Ubisoft Pune
Ubisoft Pune — студия производства видеоигр, основанная в Пуна, Индия. Компания принадлежит и управляется Ubisoft. Это одно из подразделений Юго-Восточной Азии Ubisoft, наряду с Ubisoft Shanghai и Ubisoft Singapore. В Times Animage 2009, проходившем в Пуне, официальные лица Ubisoft сообщили, что Pune Studio разрабатывает собственные игры на платформах DS, Xbox 360 и PS3. Ubisoft Pune работал над такими крупными проектами, как Rayman Adventures, Steep, Just Dance, трилогия Splinter Cell, Prince of Persia Classic, Prince of Persia the Shadow and the Flame, Far Cry Classic (Xbox 360 и PlayStation 3), South Park: The Stick of Truth (Xbox One и PlayStation 4). Во главе с управляющим директором Жан-Филиппом Пьехотом в студии работает более 600 сотрудников, работающих на рабочих местах, которые варьируются от контроля качества, тестирования игр, проектирования, связи, ИТ, операций и управления.

## История
Gameloft основала студию разработки видеоигр в Пуне, Махараштра в 2006 году.
Ubisoft объявила 15 апреля 2008 года, что заключила соглашение о приобретении студии разработки Gameloft в Пуне. На момент приобретения в студии работала команда из 120 разработчиков и игровых тестеров. В ней основное внимание уделяется переносу игр в текущее поколение домашних и портативных консолей. В 2017 году в Ubisoft Pune работало более 600 сотрудников, имеющих разные навыки, необходимые на каждом этапе процесса разработки игры. Студия в Пуна имеет вторую по величине команду контроля качества во всей организации, обеспечивающую полный цикл тестирования, совместимость, соответствие различным форматам AAA и мобильным устройствам, созданным внутри компании.

## Участие в разработке
- 2012 — Prince of Persia Classic
- 2013 — Prince of Persia The Shadow and the Flame
- 2013 — Far Cry Classic
- 2013 — Just Dance 2014
- 2014 — Just Dance 2015
- 2015 — Just Dance 2016
- 2016 — Just Dance 2017
- 2016 — Steep
- 2017 — For Honor
- 2017 — South Park: The Stick of Truth
- 2017 — Far Cry Primal
- 2021 — Prince of Persia: The Sands of Time – Remake